# 陳光誠
陳 光誠（ちん こうせい、チェン・グアンチョン、1971年11月12日 - ）は、中国山東省出身の盲目の人権保護活動家、法律家。2022年現在はアメリカ・カトリック大学人権センターの特別客員研究員。このほかアメリカの保守系シンクタンクウィザースプーン研究所研究員も務めた。

## 経歴
1971年、山東省臨沂市沂南県双堠鎮東師古村の貧農の家に生まれた。乳児の頃、高熱を出して失明した。18歳の時に小学校に入学、その後青島の盲学校に入り1998年に卒業。さらに南京中医薬大学で鍼術と按摩を学び、2001年に卒業した。
一方、1994年には障害者である自身に不当な課税がなされていることをきっかけに、兄たちに書物を読んでもらいながら法律を学び、自ら北京に赴き不当課税を訴えて当局に認めさせた。大学在学中に独学で更に法律を学び、2000年には郷里の村民を組織し、製紙工場の水質汚染に反対する嘆願を行い、成功させている。卒業後は地元である臨沂市沂南県に戻り按摩師としての職を得たが、引き続き法律相談を行ったり、農民工や障害者、女性の権利擁護に取り組んできた。2003年には北京の地下鉄が法律上は障害者無償を謳っているにもかかわらず料金を徴収したことを訴え勝訴、地下鉄は規定通り無償化された。
こうして、「裸足の医者」（赤脚医生。毛沢東時代、最低限の医学教育を施されて農村で医療を担った医師）に倣い、「裸足の弁護士」（赤脚律师）と呼ばれる在野法律家の代表的な人物として知られるようになっていった。「裸足の弁護士」は、法律家が不足している農村部で様々な法律サービスを行うのみならず、正規の弁護士が手がけないような政治的に微妙な案件も扱う点に特徴がある。

### 臨沂市計画育成事件
彼の名を世界的に知らしめたのは、2005年6月、人口抑制関連法（一人っ子政策）を厳しく執行し、人工妊娠中絶や不妊手術を強制した山東省臨沂市の当局に対して行った集団訴訟を巡ってである。これに対して地元当局は彼とその家族を7ヶ月間自宅に軟禁、2006年3月から地元警察により臨沂市の施設に拘禁され、同年6月21日逮捕。同年7月20日zh:独立中文笔会の記者・莫之許と高智晟が臨沂市へ裁判の傍聴に行き、東師古村で妻・袁偉静と会った。同年8月24日4年3ヶ月の有罪判決を受けた。2010年9月9日釈放されたが、その直後から自宅に妻とともに19ヶ月間に渡り軟禁された。夫妻が軟禁されている間、各国の外交官、CNN、ニューヨーク・タイムズ、ル・モンドのジャーナリストなどが接触を試みたが果たせなかった。2012年1月に兄が亡くなったときにも外出の許可がされなかった。

### 自宅での軟禁からの脱出

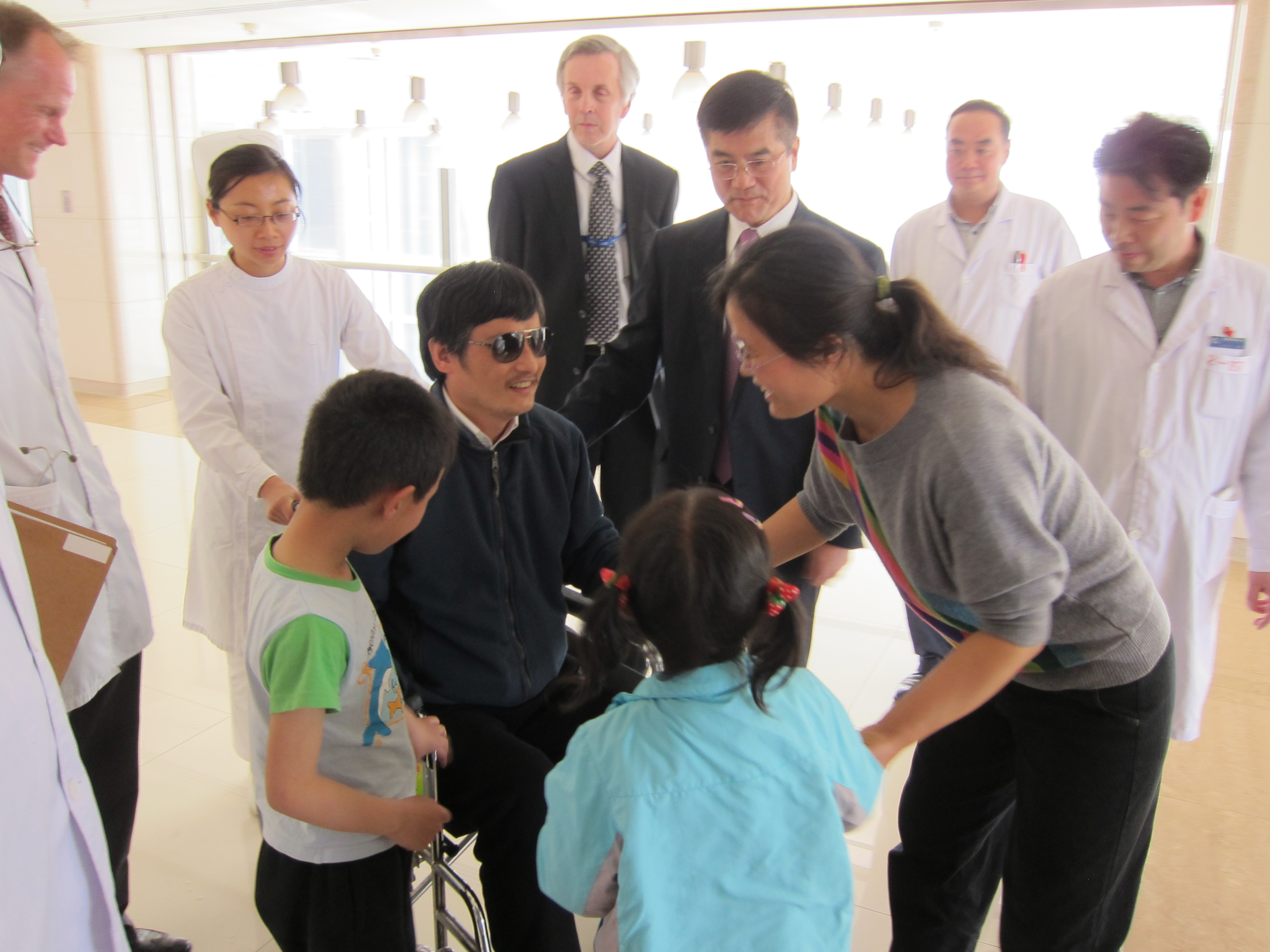
北京の病院内で撮影された、陳と彼の家族（2012年5月2日）

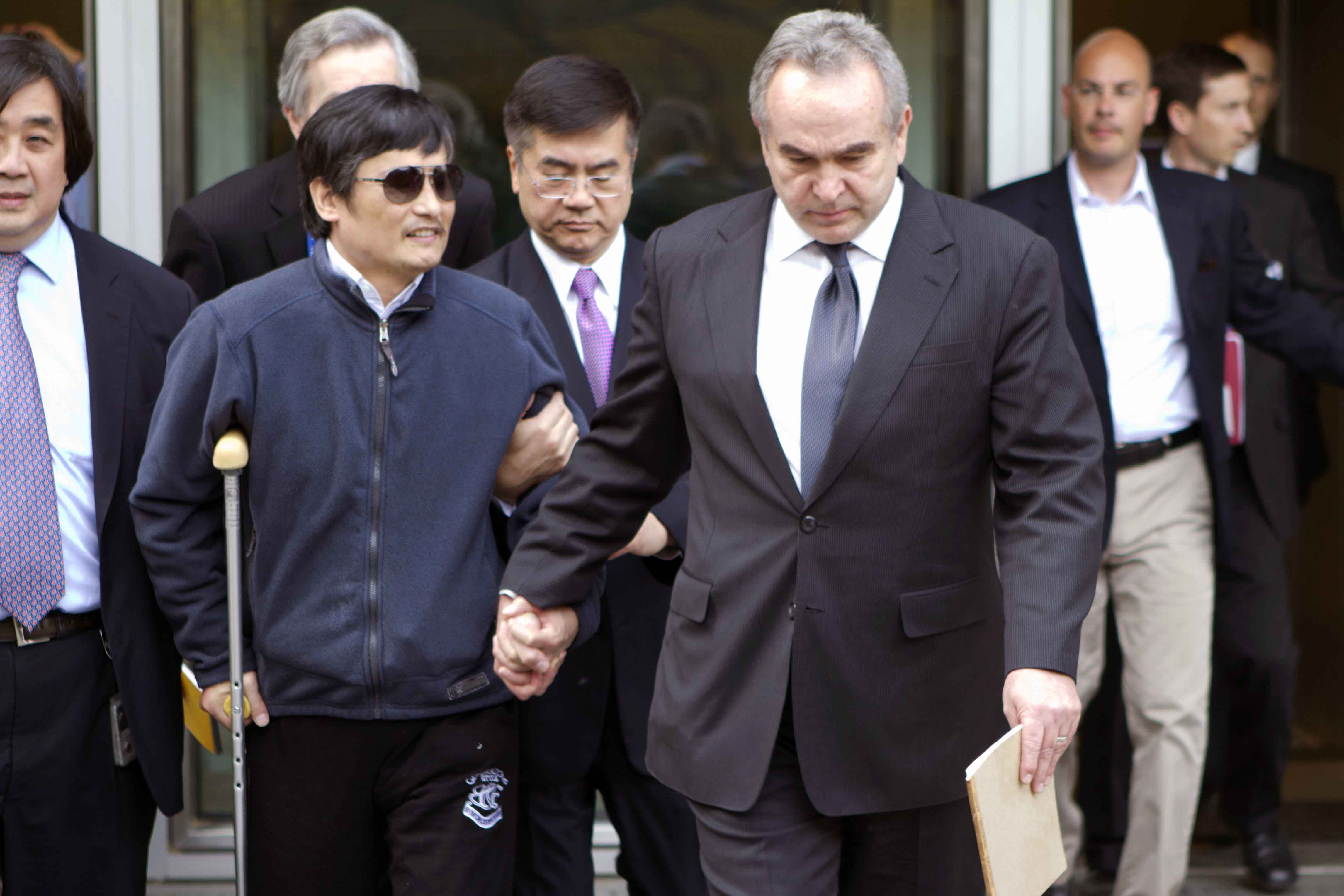
ゲイリー・フェイ・ロック（中央）、カート・キャンベル（右）と共に

自宅のある村の中には7-8重の監視網があり、7,80人から数百人規模で監視されていたが、2012年4月22日に自宅の塀をよじ登り脱出、村の外に出て支援者に連絡した後、車が来るまで20時間一人で身を潜めていた、その後北京のアメリカ大使館に保護された。その後中国大使館で彼と面会した胡佳は当局に連行された。その後返された胡佳は、陳光誠がミャンマーのアウンサンスーチーをモデルとしていると語った。
保護された後、亡命する意思はないことを表明、また軟禁中に自身や妻や母が暴行を受けたことなどについて温家宝首相に捜査を要求している。彼の妻である袁偉静は彼が拘禁中の2006年にも警察から暴行を受けて入院している。
事件発生後の5月3日から2日間、米中間では第4回戦略・経済対話が行われ、ヒラリー・クリントン国務長官、ティモシー・ガイトナー財務長官が訪中することとなっていたが、この問題について事前に協議するため、4月29日、カート・キャンベル国務次官補が予定より早く北京を訪問した。
対話開始の前日、中国側が陳の安全を保証したため、大使館から出て北京市内の病院で妻や子どもと再会した。クリントン国務長官は中国政府が安全保証をするため、亡命はせずに陳が中国にとどまると声明を発表した。しかしその後、陳は夜中に危険を感じたとし、報道機関を通じて、自身と家族の保護をバラク・オバマアメリカ大統領に訴えた。陳夫妻と直接電話で通話した国務省のビクトリア・ヌーランド報道官は中国にとどまる意向がないことを夫妻が明確に示したと述べた。
中国外務省報道局の劉為民参事官はクリントン国務長官の声明について、内政干渉であり、アメリカ大使館は国際法と中国の法律を守る義務があり、アメリカ側に謝罪、関係者の処罰を求めたと述べた。
5月3日からの米中戦略・経済対話の冒頭でクリントンは陳については言及しなかったが、中国に人権尊重を求めた。一方、中国の戴秉国国務委員は、中国は発展途上国としての国情があると対応した。
5月4日、国務省のビクトリア・ヌーランド報道官は中国政府が陳と家族がともにアメリカに出国することを認める意向を表明したと発表した。また中国外務省も「留学を希望する場合、他の中国公民と同様の手続きを行えば関係部門が手続きを行う」と出国を容認した。
5月6日、ジョー・バイデンアメリカ副大統領は、アメリカはすぐに査証を与えられるよう準備をしているとNBCの番組で語った。
5月11日、陳の兄の子が殺人の疑いで拘束されていることがわかった。おいは陳が自宅から脱出した後の4月26日、地元当局者10人が陳の捜索に訪れ、家にいたものやおい本人が殴られたことから、ナイフで反撃し、その際当局者1名が重傷を負った。
5月19日、妻と子ども2人を伴って、北京首都国際空港からアメリカ合衆国ニューヨークへ出国した。
その後5月29日、ボイス・オブ・アメリカにより、山東省の幹部が解任されたこと、それが陳の出国による責任を取らされたものと推測する報道がなされた。

### 渡米後
2012年アメリカ合衆国大統領選挙で共和党の大統領候補となるミット・ロムニーは、陳光誠と家族が確実に保護されるよう、望むこと、この件に限らず中国の人権問題に立ち向かうこと、アメリカが中国に改革を促すことを訴えた。5月3日にはオバマ政権がアメリカ大使館から陳が退去するよう急がせたと報道されていることについて、事実であれば「自由にとって暗黒の日であり、オバマ政権にとっても恥だ」と糾弾した。
欧州連合の北京代表部は、中国当局に対して「最大限抑制的な対応」をするよう声明を出した。
日本の野田佳彦総理大臣は、日米首脳会談でオバマ大統領との共同記者会見で、陳について直接言及しなかったが、中国は人権面での改善が必要と述べた。
ニューヨーク大学は2012年5月4日に陳を客員研究員として受け入れる意思を表明した。同大の広報担当者は約1年後の2013年6月14日、陳が同大学の客員研究員を近く退くことを明らかにした。陳の主張によれば、近年、上海にキャンパスを開くなど、中国との学問交流を進めているニューヨーク大学が、その交流への悪影響を懸念して陳に退任を迫ったとしている。一部アメリカのメディアも、中国当局から圧力があった可能性を指摘している。一方、ニューヨーク大学は「当初から1年の任期の予定だった」として、陳の主張を否定している。
2013年6月21日、陳光誠が渡米直後に支援者から贈り物として受け取ったモバイル機器の中にスパイウェアが仕掛けられていたことをニューヨーク大学のジェローム・コーエン教授が明らかにした。
2013年6月24日、陳光誠は台湾で公演を行い、「全ての人に人権がある」「台湾の民主・法治の成功は、華人世界にも民主制度が適合することを証明した」と語った。馬英九総統との会談の可能性が注目されたが、こちらは実現しなかった。
2013年8月20日、陳光誠の兄、陳光福が中国当局に連行されたという情報が流れた。陳光福の自宅には、地元政府に雇われたとみられる集団が度々、襲撃を繰り返していたとされる。
2013年10月2日、アメリカの保守系シンクタンクウィザースプーン研究所が陳を3年間、研究員として迎え入れることが判明。2014年9月よりアメリカ・カトリック大学の特別客員研究員となり、当初は3年間の予定だったが、2022年7月現在も同大の人権センターにて同職にある。

## 人物
2006年には、タイム誌より、世界で最も影響力のある100人に選ばれた。
2007年にはアジアのノーベル賞と呼ばれるマグサイサイ賞を受賞している。
2012年度のラントス人権賞を受賞。2013年1月29日に行われた授賞式では、チベット問題に取り組むリチャード・ギアが英語の演説を代わりに読み上げた。
2017年10月18日、日本を訪れた。